# Węglik czarnogardły
Węglik czarnogardły (Anthracothorax nigricollis) – gatunek małego ptaka z rodziny kolibrowatych (Trochilidae). Zamieszkuje Panamę i Amerykę Południową, spotykany na kwitnących drzewach.

## Zasięg występowania
Węglik czarnogardły występuje od zachodniej Panamy i Kolumbii po Trynidad i Tobago, region Gujana i na południe po Peru, wschodnią Boliwię, Paragwaj, północno-wschodnią Argentynę, południową Brazylię i Urugwaj.

## Systematyka
Blisko spokrewniony z węglikiem krawatowym (A. prevostii), czasami uznawane były za jeden gatunek. Obecnie wyróżnia się dwa podgatunki A. nigricollis:
- A. n. iridescens (Gould, 1861) – węglik ekwadorski – zachodnia Kolumbia[5], zachodni Ekwador i skrajnie północno-zachodnie Peru (region Tumbes)[6],
- A. n. nigricollis (Vieillot, 1817) – węglik czarnogardły – pozostała część zasięgu.

Węglik ekwadorski bywał niekiedy klasyfikowany jako podgatunek węglika krawatowego.

## Morfologia
Wygląd
Lekko zakrzywiony dziób. Samiec – od spodu czarny, ciemnozielony z wierzchu, ciemnokasztanowaty ogon. Samica – od spodu biała z czarnym pasem od podbródka do brzucha.
Rozmiary
Długość ciała: 10,2–14 cm, długość dzioba: 22–26 mm; masa ciała: 5,5–9 g.

## Biotop
Obrzeża lasów, polany, ogrody, plantacje czy parki. Zazwyczaj występuje do 1000 m n.p.m., ale bywał też widywany wyżej – we wschodniej Brazylii nawet do 2000 m n.p.m.

## Status
Międzynarodowa Unia Ochrony Przyrody (IUCN) uznaje węglika czarnogardłego za gatunek najmniejszej troski (LC – least concern) nieprzerwanie od 1988 roku. W 1996 roku ptak ten opisywany był jako „dość pospolity”. W 2019 roku organizacja Partners in Flight szacowała, że liczebność populacji mieści się w przedziale 5–50 milionów dorosłych osobników, a jej trend oceniała jako stabilny.